# Nationale Kontaktstelle Lebenswissenschaften
Die Nationale Kontaktstelle Lebenswissenschaften (NKS-L) war die vom Bundesministerium für Bildung und Forschung (BMBF) beauftragte deutsche Beratungsstelle zum EU-Forschungs- und Innovationsförderprogramm Horizont 2020 für die Bereiche Gesundheit, Bioökonomie und Biotechnologie. Die NKS-L vereinte die Nationale Kontaktstelle Gesundheit, betreut vom DLR Projektträger, und die Nationale Kontaktstelle Bioökonomie, betreut vom Projektträger Jülich. Seit 2021 werden die Aufgaben von der Nationalen Kontaktstelle Gesundheit und der Nationalen Kontaktstelle Bioökonomie und Umwelt übernommen.

## Aufgaben
Zur Unterstützung der deutschen Beteiligung an den Rahmenprogrammen für Forschung und Innovation der EU (damals Horizont 2020, seit 2021 Horizont Europa) hat die Bundesregierung ein Netzwerk von Nationalen Kontaktstellen (NKS) etabliert. Die Nationale Kontaktstelle Lebenswissenschaften war für die lebenswissenschaftlichen Programmteile zuständig. Zu ihren Aufgaben gehörte es, deutsche Einrichtungen über aktuelle forschungspolitische Entwicklungen, europäische Ausschreibungen und Veranstaltungen zu informieren, Antragsteller und Projektteilnehmer individuell zu beraten sowie Schulungen und Informationstage zu veranstalten. Neben diesen Dienstleistungen für Antragsteller unterstützte die Nationale Kontaktstelle Lebenswissenschaften das Bundesministerium für Bildung und Forschung (BMBF) bei Fragen und Aufgaben in der lebenswissenschaftlichen EU-Forschungs- und Innovationsförderung.

## Horizont 2020 Programmbereiche
Die Nationale Kontaktstelle Lebenswissenschaften war insbesondere für die Horizont 2020 Programmbereiche „Gesundheit, demografischer Wandel und Wohlergehen“ (Gesellschaftliche Herausforderung 1) und „Ernährungs- und Lebensmittelsicherheit, nachhaltige Land- und Forstwirtschaft, marine, maritime und limnologische Forschung und Biowirtschaft“ (Bioökonomie, Gesellschaftliche Herausforderung 2), sowie für den Bereich Biotechnologie im Programmbereich „Führende Rolle bei grundlegenden und industriellen Technologien (LEIT)“ zuständig. Neben diesen von der Europäischen Kommission durchgeführten Ausschreibungen informierte die Nationale Kontaktstelle Lebenswissenschaften auch zu öffentlich-öffentlichen Partnerschaften (z. B. ERA-NETs und Joint-Programming-Initiativen), den öffentlich-privaten Partnerschaften Innovative Medicines Initiative (IMI2) und Bio-based Industries Joint Undertaking (BBI).